# Le Lac des femmes
Pour plus de détails, voir Fiche technique et Distribution.
Le Lac des femmes (女のみずうみ, Onna no mizuumi) est un film japonais réalisé par Yoshishige Yoshida, sorti en 1966,.

## Fiche technique
- Titre : Le Lac des femmes
- Titre original : 女のみずうみ (Onna no mizuumi?)
- Titre anglais : Woman of the Lake
- Réalisation : Yoshishige Yoshida
- Scénario : Yoshishige Yoshida, Yasuko Ōno et Toshirō Ishidō d'après un roman de Yasunari Kawabata
- Photographie : Tasuya Suzuki
- Montage : Sachiko Shimizu
- Société de production : Gendi Eiga Sha
- Société de distribution : Shōchiku
- Musique : Sei Ikeno
- Pays de production :  Japon
- Format : noir et blanc - 2,35:1 - Format 35 mm - son mono
- Genre : Film dramatique
- Durée : 98 minutes
- Dates de sortie :
- Japon : 27 août 1966[3]

## Distribution
- Mariko Okada : Miyako Mizuki
- Shinsuke Ashida : Yuzo Mizuki
- Shigeru Tsuyuguchi : Ginpei Sakurai
- Tamotsu Hayakawa : Kitano
- Keiko Natsu : Machie